# Fajã do Cardoso
Fajã pertencente à freguesia de Santo Antão, Concelho da Calheta e fica entre a Fajã do Cruzal e a Fajã da Saramagueira, na costa Sul da ilha de São Jorge.
O acesso, que não é dos mais fáceis é feito pela Canada de São Tomé, que leva à beira da rocha.
Aqui, no canto de um cerrado de milho, há uma "gateira" onde começa o tosco e perigoso atalho, em péssimas condições devido a derrocadas causadas pelo terramoto de 1980.
Leva-se à volta de 30 minutos a fazer este mal talhado percurso, por entre canas, vendo-se lá em baixo o mar a bater nas rochas. O piso é escorregadio, e as pedras rolam constantemente debaixo dos pés, enquanto se vai descendo num ziguezague que parece nunca acabar. É perigoso, no entanto as vistas são sublimes.
Antigamente existiram aqui oito adegas. A vinha era a sua principal cultura, sendo o vinho produzido de tão boa qualidade que era exportado para Inglaterra sem se deteriorar.
Das rochas desta fajã brotam três fontes que nunca secam. Há abundância de água facilitava a cultura de bons e grandes pés de inhame. Cultivam-se ainda alguma batata, cebola, couve e feijão. As principais árvores frutíferas são a figueira e o araçazeiro.
Actualmente fajã está praticamente abandonada, tendo apenas as paredes de uma adega, alguma vinha e muito silvado que com outras plantas silvestres crescer por todo o lado.
Alguns pescadores ainda descem à fajã do Cardoso para a pesca de pedra e para a apanha da lapa, havendo também quem se arrisque a fazer este percurso de noite para apanhar o caranguejo que aqui é de grande dimensão, chegando a encher meia saca deles num serão.